# Герчик, Вера Петровна
Вера Петровна Герчик (1911—1999) — советский композитор, педагог, хормейстер, член Союза советских композиторов, заслуженный деятель искусств.

## Биография
Родилась 23 Ноября (6 Декабря) 1911 года в Екатеринославе, на Украине, в семье врачей.
В 1937 году окончила Московскую государственную консерваторию имени П. И. Чайковского (по классу композиции Н. Я. Мясковского). 
С 1937 года работала музыкальным руководителем районного радио (Московская область) и преподавателем теоретических предметов и детского творческого класса в Музыкальном училище им. М. М. Ипполитова-Иванова, с 1944 года работала редактором в Музгизе, затем составляла музыкальные сборники по заданию редакции «Просвещение». В 1945—1955 была педагогом-теоретиком музыкальной школы Тимирязевского района Москвы. В 1949—1950 хормейстер детского хора Дома культуры им. В. Чкалова. 
Сочинения: Вариации на тему «Çaira» (1931), Фуга (1931), Поэма (1933), прелюдии (1935), 3 пьесы (1935), 5 пьес (1937); для оркестра — симфония (1937); для фортепиано — 3 сонаты (1937, 1943, 1946); детская опера — «Лесные чудеса» (1967), музыкальная сказка «Как лисенка проучили» (1971); песни и хоры для детей.
Умерла в 1999 году. Похоронена в Москве на Кузьминском кладбище.

## Награды и премии
- Медаль «За доблестный труд в Великой Отечественной войне» (1944) — в годы Великой Отечественной войны выступала в госпиталях, работала в подшефной части ПВО
- Заслуженный деятель искусств РСФСР (1985)

## Семья
- Муж — композитор Владимир Сергеевич Иванников (1906—1987)[3]

## Публикации
В. Герчик. Домой из лагерей. М.–Л., Музгиз, 1947.
- Вера Герчик. Скоро в лес! Детская песня, 1950